# Estado de sitio
El estado de sitio es un régimen de excepción que debe ser impuesto por el poder ejecutivo, en particular por el jefe de Estado, y con la autorización del órgano legislativo correspondiente a ejecutarlo. Su instauración suele justificarse ante situaciones graves que ponen en peligro el orden institucional, como guerras, rebeliones, graves disturbios internos, amenazas a la seguridad nacional o conmociones sociales de gran escala.
El estado de sitio representa un concepto equivalente —o al menos análogo— al de estado de guerra, en tanto implica la centralización del poder y la transferencia de ciertas facultades del ámbito civil al militar. Por ello, se otorgan a las fuerzas armadas o fuerzas de seguridad facultades preponderantes para tomar medidas extraordinarias, muchas veces sin necesidad de autorización judicial previa, como detenciones, controles territoriales, restricción de libertades públicas o censura.
Durante el estado de sitio quedan en suspenso varias garantías constitucionales, con mayor o menor extensión según lo estipule el marco legal de cada país. Entre los derechos que suelen ser limitados se encuentran la libertad de circulación, la inviolabilidad del domicilio, el derecho de reunión y la libertad de expresión. Sin embargo, el derecho internacional establece que ciertos derechos —como la vida, la integridad física o la prohibición de la tortura— no pueden ser suspendidos en ningún caso, ni siquiera durante emergencias.
En términos políticos, el estado de sitio ha sido históricamente criticado por su uso abusivo como mecanismo de control autoritario, particularmente en contextos donde los poderes del Estado carecen de límites efectivos. Por ello, en los regímenes democráticos modernos su aplicación está cada vez más regulada y sujeta a los principios de legalidad, necesidad, proporcionalidad y temporalidad.

## Regulación por países

### Argentina
El estado de sitio, junto con la intervención federal, los decretos de necesidad y urgencia (DNU) y la delegación legislativa, conforman los denominados institutos de emergencia, consagrados en la Constitución de la Nación Argentina. El estado de sitio es considerado como una medida excepcional y extraordinaria cuya declaración compete a los poderes políticos del gobierno federal, dictada en circunstancias de extrema gravedad para el orden público, la seguridad común y la paz interior, que pueden ser generadas tanto por conmoción interna (desórdenes domésticos de gravedad, crisis económicas, sedición o invasión interprovincial, hostilidades interprovinciales calificadas de guerra civil) como por ataque exterior (invasión por un Estado extranjero o cualquier otra fuerza hostil foránea). En el primer caso, corresponde al Poder Legislativo la declaración del estado de sitio; solo le corresponderá al Poder Ejecutivo Nacional declararlo, emitiendo un reglamento o decreto de necesidad y urgencia, cuando el Congreso de la Nación Argentina se encuentre en receso; no obstante, una vez que este se haya reunido o fuera convocado por el mismo presidente, aprobará o suspenderá la medida ejecutiva adoptada, por ser atribución constitucional exclusiva de aquel cuerpo, debiéndose manifestar su voluntad expresamente. En la conmoción exterior, será el Poder Ejecutivo el encargado de declarar el estado de sitio, con acuerdo senatorial, en uno o en varios puntos del territorio de la Nación, supuestos estos últimos en los cuales las garantías constitucionales se suspenderán solo en donde exista perturbación del orden, sin propagarse a territorios no afectados por él.
Sus efectos principales se registran en un acrecentamiento de poder en uno o varios órganos del poder federal, respetando sus competencias relativas y, en consecuencia, el principio básico y general de la división de poderes. A su vez, se produce la suspensión temporal y limitada solo de aquellas garantías que resulten inadecuadas al orden constitucional, que con la vigencia del estado de sitio se busca preservar. Por esa razón, todas las medidas implementadas que no sean razonablemente adecuadas a la gravedad de las circunstancias, serán consideradas por los jueces inconstitucionales, aceptando el control de irracionalidad de dichas medidas, toda vez que la emergencia se gesta dentro del orden constitucional, sin corromperlo ni destruirlo. El estado de sitio durará hasta que las circunstancias de gravedad que hicieron necesaria su declaración hayan cesado; en otras palabras: cuando la emergencia haya concluido, la vigencia del estado de sitio no tendrá justificación alguna. De ahí se sigue que, una vez que ya no se encuentre en vigor, las garantías constitucionales afectadas durante ese período sean restablecidas.
Cualquiera sea la razón que haya motivado la declaración del estado de sitio, sea por conmoción interior o ataque exterior, el Poder Ejecutivo no podrá arrogarse competencias que excedan la órbita de las que le son propias, especialmente las del Poder Judicial, puesto que no podrá condenar ni aplicar penas por sí mismo. Por el contrario, podrá arrestar o trasladar a las personas de un punto a otro de la Nación, siempre que ellas no hubieran optado por salir del territorio o por el exilio (v. gr., en calidad de refugiado político). En ese sentido, y aunque la declaración del estado de sitio sea considerada como una cuestión política no justiciable, quedarán no obstante las medidas excepcionales que a causa de él dimanen, sujetas al control de razonabilidad, en cuanto a sus aplicaciones respecta, por parte del Poder Judicial.
En la Constitución Argentina los artículos referidos al estado de sitio son los Artículos 23, 61, 75 inciso 29, y 99 inciso 16.
La última vez que se declaró el estado de sitio en la Argentina fue durante los saqueos y revuelta social del 19 y 20 de diciembre del 2001.

### Bolivia
En Bolivia, a partir del el año 2009, al estado de sitio se lo ha denominado estado de excepción. El estado de excepción se encuentra regulado en los artículos 137, 138,139 y 140 de la constitución política del estado boliviano.
Según la constitución, el Presidente de Bolivia tiene la potestad para declarar el estado de excepción en caso de peligro para la seguridad del estado, conmoción interna, amenaza externa o desastre natural. El alcance del estado de excepción puede ser en todo el territorio nacional o solo en una parte del territorio donde fuera necesario.  
La declaración del estado de excepción no podrá suspender en ningún caso los principales derechos fundamentales constitucionales y garantías constitucionales. Tampoco se suspenderá el derecho al debido proceso, el derecho a la información ni los derechos de las personas privadas de libertad.
Aunque es el Presidente de Bolivia el que puede declarar el Estado de Excepción, la entrada en vigencia de este, depende de la Asamblea Legislativa Plurinacional la que en un plazo de 72 horas (3 días) deberá aprobar o no, la entrada en vigencia del estado de excepción. 
Una vez concluido el estado de excepción, no podrá declararse otro estado de excepción hasta dentro del siguiente año, salvo que haya una autorización de la Asamblea Legislativa Plurinacional previamente.

### Chile
El estado de sitio (y el resto de los Estados de Excepción Constitucional) se hallan regulados en los artículos 39 a 45 de la Constitución chilena y en la ley 18.415, Orgánica Constitucional de Estados de Excepción.
El estado de sitio procede en casos de grave conmoción interior o de guerra civil. Puede ser declarado por el Presidente de la República con aprobación del Congreso dentro de un plazo de cinco días. En casos urgentes, puede decretarlo sin esperar la decisión del Parlamento, pero solo limitando el derecho de reunión. El estado de sitio dura hasta 15 días, los que pueden ser renovados.
Por el Estado de Excepción pueden ser restringidas la libertad de transporte y desplazamiento y el derecho a reunión. Puede también detenerse a personas en sus casas o recintos que no sean cárceles. También, puede delegar funciones en los Intendentes y Gobernadores o en los jefes militares que designe al efecto. Además, si el estado de sitio es por causa de guerra civil, cesa la competencia de los tribunales civiles y militares de tiempo de paz, y en su lugar asumen los tribunales militares de tiempo de guerra (en este caso, los comandantes de plaza).
| Fecha                                         | Cobertura territorial | Motivo                                  | Gobierno                                           |
| --------------------------------------------- | --- | --------------------------------------- | -------------------------------------------------- |
| Mayo 1919                                     | Provincia de Antofagasta                                                                                                  | Huelgas obreras en salitreras           | Juan Luis Sanfuentes                               |
| Junio 1925                                    | Provincias de Tarapacá y Antofagasta                                                                                      | Matanza de La Coruña                    | Arturo Alessandri Palma                            |
| 10 de junio de 1925 a desconocido             | Lota y Coronel | Huelgas mineras                         | Arturo Alessandri Palma                            |
| 16 de junio a 13 de septiembre de 1932        | Todo el territorio nacional                                                                                               | Fin de la República Socialista de Chile | Carlos Dávila                                      |
| 28 a 31 de enero de 1946                      | Todo el territorio nacional                                                                                               | Masacre de la Plaza Bulnes              | Juan Antonio Ríos ( Alfredo Duhalde como interino) |
| 21 de octubre a noviembre de 1969             | Todo el territorio nacional                                                                                               | Tacnazo                                 | Eduardo Frei Montalva                              |
| 11 de septiembre de 1973 a 8 de marzo de 1978 | Todo el territorio nacional                                                                                               | Golpe de Estado de 1973                 | Dictadura Militar                                  |
| 6 de noviembre de 1984 a 16 de junio de 1985  | Todo el territorio nacional                                                                                               | Jornadas de Protestas Nacional          | Dictadura Militar                                  |
| 7 de septiembre a 6 de diciembre de 1986      | Todo el territorio nacional                                                                                               | Atentado contra Augusto Pinochet        | Dictadura Militar                                  |
| 6 de diciembre de 1986 a 5 de enero de 1987   | Provincia de Antofagasta, regiones de Atacama, Coquimbo, Valparaíso, Metropolitana y Biobío (excepto provincia de Arauco) | Atentado contra Augusto Pinochet        | Dictadura Militar                                  |

### Colombia
El estado de sitio funcionó en Colombia a partir de la Constitución de 1886 que en su artículo 121 decía: «Artículo 121. En los casos de guerra exterior, o de conmoción interior, podrá el Presidente, previa audiencia del Consejo de Estado y con la firma de todos los Ministros, declarar turbado el orden público y en estado de sitio toda la República o parte de ella. Mediante tal declaración quedará el Presidente investido de las facultades que le confieran las leyes, y, en su defecto, de las que le da el Derecho de gentes, para defender los derechos de la Nación o reprimir el alzamiento. Las medidas extraordinarias o decretos de carácter provisional legislativo que, dentro de dichos límites, dicte el Presidente, serán obligatorios siempre que lleven la firma de todos los Ministros. El Gobierno declarará restablecido el orden público luego que haya cesado la perturbación o el peligro exterior; y pasará al Congreso una exposición motivada de sus providencias. Serán responsables cualesquiera autoridades por los abusos que hubieren cometido en el ejercicio de facultades extraordinarias».
Bajo el amparo del estado de sitio, el gobierno colombiano intentó controlar el avance de la subversión y grupos al margen de la ley, sin embargo, se tradujo en la violación sistemáticamente de los derechos humanos y las libertades ciudadanas por parte de algunos agentes del Estado. Su permanencia en las Instituciones Colombianas, 70 de los 105 años que se mantuvo vigente la Constitución de 1886, derivó en autoritarismos que permitieron la criminalización de la protesta, la persecución política y la limpieza social. Lo anterior ha sido evaluado por historiadores como Marco Palacios quien indica al respecto: «En el Estado de derecho colombiano, el autoritarismo se expresó en estado de sitio permanente, arma jurídica empleada para neutralizar los efectos políticos y sociales de la creciente presencia de masas urbanas, convertidas en base de opinión y de electorado, por las movilizaciones liberales».
Tras la promulgación de la Constitución de 1991 el estado de sitio fue reemplazado por los estados de excepción.

### España
En España, el Congreso de los Diputados puede declarar por mayoría absoluta el estado de sitio a propuesta exclusiva del Gobierno, siguiendo el artículo 116.4 de la Constitución española y la Ley Orgánica 4/1981 de los estados de alarma, de excepción y de sitio «cuando se produzca o amenace producirse una insurrección o acto de fuerza contra la soberanía o independencia de España, su integridad territorial o el ordenamiento constitucional que no pueda resolverse por otros medios».
El Congreso de los Diputados podrá asimismo determinar en esa declaración «los delitos que durante su vigencia quedan sometidos a la Jurisdicción Militar» (art. 35). En esas circunstancias, el Gobierno, que dirige la política militar y de la defensa, asumirá todas las facultades extraordinarias previstas en la Constitución y en la citada Ley Orgánica de Estados de Alarma, de Excepción y de Sitio y designará la autoridad militar que, bajo su dirección, haya de ejecutar las medidas que procedan en el territorio a que el estado de sitio se refiera (art. 33 de la L. O. 4/1981).
La autoridad militar publicará y difundirá oportunamente los bandos con las medidas y prevenciones necesarias, de acuerdo con la Constitución, la referida Ley Orgánica 4/1981 y las condiciones reflejadas en la declaración del estado de sitio. Durante el tiempo en que permanezca vigente esa situación excepcional, la citada Ley Orgánica 4/1981 determina que las autoridades civiles continuarán en el ejercicio de las facultades que no hayan sido conferidas a la autoridad militar, a la que darán las informaciones que ésta le solicite y cuantas noticias referentes al orden público lleguen a su conocimiento (art. 36).

### México
En México, el estado de sitio se encuentra regulado por el artículo 29 de la Constitución. El Presidente de la República puede restringir o suspender las garantías y derechos de los individuos, de manera temporal, en toda la República o en algunas regiones, en los casos de invasión, perturbación grave de la paz pública, o cualquier otra situación que ponga en riesgo la soberanía de la Nación y la sociedad. Para declarar el estado de sitio, el presidente requiere de la previa autorización del Congreso de la Unión o, en caso de que el Congreso no se encuentre en periodo ordinario de sesiones, ante la Comisión Permanente.
Las garantías que no pueden suspenderse con esta declaratoria son las siguientes:
- Derecho a la vida e integridad personal.
- Derecho a la identidad (nombre, nacionalidad)
- Derecho a la personalidad jurídica
- Derechos políticos
- Derechos de los niños
- Derecho a la no discriminación
- Libertades de pensamiento, ideología o creencia religiosa
- Principio de legalidad y retroactividad (Artículo 14 constitucional).

También quedan prohibidas la pena de muerte, la esclavitud, la tortura y la desaparición forzada.
Durante este periodo, el presidente puede decretar las medidas que crea necesarias para hacer frente a la situación, adquiriedo de forma temporal y extraordinaria la facultad legislativa, en base al artículo 49 constitucional. Las normas que él expida durante este periodo no tienen el carácter de ley, sino que serán decretos-ley, y perderán vigencia una vez  que se ponga fin a la restricción o suspensión de garantías y derechos.

### Paraguay
En Paraguay, el estado de sitio es una modalidad específica del régimen de excepción previsto en el ordenamiento constitucional. Se encuentra regulado actualmente por el artículo 288 de la Constitución Nacional de 1992, bajo la denominación genérica de «estado de excepción», que incluye tanto el estado de sitio como otras formas de suspensión de garantías en casos excepcionales.
El estado de sitio debe ser declarado por el Presidente de la República del Paraguay, con acuerdo del Congreso Nacional, y solo puede aplicarse ante una grave amenaza a la independencia del país, a su integridad territorial o al funcionamiento regular de las instituciones democráticas.
Históricamente, el estado de sitio fue una herramienta clave de la dictadura de Alfredo Stroessner (1954–1989). Bajo su gobierno, Paraguay vivió en estado de sitio de manera casi ininterrumpida durante casi treinta y cinco años, bajo el pretexto de una amenaza comunista o de «conmoción interna».
Durante ese período, las garantías constitucionales fueron suspendidas, se limitó la libertad de prensa, se persiguió a la oposición política y se consolidó un modelo de control total sobre la población civil mediante detenciones arbitrarias, censura y represión sistemática.
El uso abusivo del estado de sitio durante la dictadura stronista llevó a que, tras la caída del régimen en 1989, la nueva Constitución de 1992 introdujera mayores límites y controles democráticos sobre su aplicación. Se estableció que el estado de excepción no puede durar más de 60 días sin nueva aprobación legislativa, y que debe ser notificado a la Corte Suprema de Justicia de Paraguay, al Congreso y a la comunidad internacional, conforme a los tratados de derechos humanos ratificados por el país.
La Constitución prohíbe explícitamente la suspensión de derechos no derogables, como el derecho a la vida, a la integridad física, a la nacionalidad, a la libertad religiosa y al debido proceso.
En la actualidad, el estado de sitio se considera una medida extrema de carácter excepcional, y su aplicación requiere no solo fundamentos jurídicos sólidos, sino también control político y vigilancia ciudadana para evitar el retorno a prácticas autoritarias del pasado.

### Perú
En Perú, el estado de sitio es dictado por el presidente de la República con acuerdo de su Consejo de Ministros con cargo de dar cuenta al Congreso de la República. Este estado puede ser declarado en todo o en parte del territorio nacional en caso de invasión, guerra civil o cualquier peligro inminente y su duración no puede exceder de un plazo de cuarenta y cinco días, en la declaración debe señalarse cuáles derechos no se están restringiendo o suspendiendo. Al declararse el estado de sitio, el Congreso se reúne de pleno derecho y cualquier prórroga del plazo debe contar con su aprobación. No existe límite de prórroga.
Es la facultad que tiene el presidente de la república cuando el conflicto entre el gobierno y la población se agrava, y dura 45 días pero puede prorrogarse al igual que el estado de emergencia, que en casos especiales puede pasar los 60 días. Se entiende que en el estado de sitio se pueden restringir más derechos que en el estado de emergencia, con excepción de lo acordado en la Convención Americana sobre Derechos Humanos.